# Grenzen van de Australische staten en territoria
Hieronder volgen beknopte beschrijvingen van de grenzen tussen de staten en territoria van Australië.

## West-Australië / Noordelijk Territorium
De grens volgt de meridiaan 128°59'57" oosterlengte vanaf een punt aan de Joseph Bonapartegolf op de Australische noordkust tot aan het snijpunt met de parallel 26°00'00" zuiderbreedte. Van daar volgt de grens deze breedte in oostelijke richting over een afstand van 127 meter tot aan een punt op 129°00'01" oosterlengte. Dit punt wordt Surveyor General's Corner genoemd en is de plaats waar West-Australië, het Noordelijk Territorium en Zuid-Australië samenkomen. Deze grens is ca. 1211 kilometer lang.

grenzen en punten waar Australische staten en territoria elkaar raken

## West-Australië / Zuid-Australië
Vanaf Surveyor Generals Corner volgt de grens de meridiaan 129°00'01" oosterlengte in zuidelijke richting tot aan een punt aan de Grote Australische Bocht op de Australische zuidkust. De lengte van deze grens bedraagt ongeveer 651 kilometer.

## Noordelijk Territorium / Zuid-Australië
De grens loopt in oostelijke richting vanaf Surveyor Generals Corner en volgt de parallel 26°00'00" zuiderbreedte tot aan een punt op 138°00'00" oosterlengte. Het Noordelijk Territorium, Zuid-Australië en Queensland komen hier samen en deze plaats wordt Poeppel Corner genoemd. De grens heeft een lengte van ca. 921 kilometer.

## Noordelijk Territorium / Queensland
Vanaf Poeppel Corner loopt de grens naar het noorden en volgt hierbij de meridiaan 138°00'00" oosterlengte tot aan een punt aan de Golf van Carpentaria op de Australische noordkust. Deze grens is ongeveer 1047 kilometer lang.

## Zuid-Australië / Queensland
Deze grens bestaat uit twee secties. Een eerste sectie loopt van Poeppel Corner in oostelijke richting naar Haddon Corner, het snijpunt van de parallel 26°00'00" zuiderbreedte en de meridiaan 141°00'00" oosterlengte en het meest noordoostelijke punt van Zuid-Australië. Een tweede sectie volgt deze meridiaan in zuidelijke richting tot aan Cameron Corner op 29°00'00" zuiderbreedte. Op dit punt komen de staten Zuid-Australië, Queensland en New South Wales samen.

## Zuid-Australië / New South Wales
De grens loopt vanaf Cameron Corner naar het zuiden en volgt de meridiaan 141°00'00" oosterlengte. Het andere uiteinde bevindt zich op het punt waar deze meridiaan de hoogwaterlijn van de rivier de Murray op haar zuidelijke oever snijdt. Dit punt ligt bij benadering op de parallel 34°03'45" zuiderbreedte en kreeg op 6 september 2008 officieel de naam MacCabe Corner.

## Zuid-Australië / Victoria
Door een aantal verkeerde metingen en berekeningen ligt deze grens niet waar men haar oorspronkelijk wilde. Vanaf het meest westelijke punt waar New South Wales en Victoria aan elkaar grenzen volgt de grens tussen Zuid-Australië en Victoria de loop van de Murray over een korte afstand in westelijke richting. Het is echter niet bepaald of de grens op een van de oevers ligt of in het midden van de rivier. Daarom is het ook niet mogelijk een exacte plaatsaanduiding te geven van het punt waar Zuid-Australië, New South Wales en Victoria samenkomen.
Ongeveer 3,6 kilometer ten westen van de meridiaan 141°00'00" oosterlengte loopt de grens bij benadering in zuidelijke richting tot aan een punt aan de Indische Oceaan op de Australische zuidkust. Deze grens volgt geen rechte lijn, maar verloopt in een aantal stappen die meestal een lichte afwijking vertonen ten opzichte van het ware zuiden.

## Queensland / New South Wales
Vanaf Cameron Corner loopt de grens in oostelijke richting op de meridiaan 29°00'00" zuiderbreedte tot aan de rivier de Barwon. Dit punt ligt op ongeveer 148°57'33" oosterlengte. Vanaf hier volgt de grens de loop van de Barwon, en de rivieren de MacIntyre en de Dumaresq naar het oosten. Vanaf het punt gelegen op ca. 28°57'10" zuiderbreedte en 151°32'39" oosterlengte volgt de grens de waterscheiding tussen de stroomgebieden van de rivieren de Richmond en de Clarence tot aan Point Danger op de Australische oostkust.

## New South Wales / Victoria
Het westelijke uiteinde van de grens ligt op de zuidelijke oever van de rivier de Murray, bij benadering op 34°03'45" zuiderbreedte en 141°00'00" oosterlengte. De grens volgt deze oever in oostelijke richting tot aan de bron van de Murray, gelegen op ca. 36°47'41" zuiderbreedte en 148°11'46" oosterlengte. Vanaf hier loopt de grens in een rechte lijn naar Kaap Howe op de zuidoostkust.

## Victoria / Tasmanië
De officiële grens tussen Victoria en Tasmanië ligt op de parallel 39°12'00" zuiderbreedte die door de Straat Bass loopt. Ten zuiden van het schiereiland Wilson's Promontory in Victoria ligt het eilandje Boundary dat deel uitmaakt van de Hogangroep. Dit eilandje wordt doormidden gesneden door de parallel die de grens vormt. Met amper 85 meter is dit de kortste landgrens tussen twee Australische staten.